# Fredric Lehne
Fredric Lehne (Buffalo, 3 febbraio 1959) è un attore statunitense.
Nel corso della sua carriera è stato accreditato anche come Fredric Lane o Frederick Lehne

## Biografia
Debutta al cinema con un piccolo ruolo in Oltre il giardino (1979) di Hal Ashby; successivamente recita in A donne con gli amici (1980) di Adrian Lyne e Gente comune (1980) di Robert Redford. Nel 1984 interpreta il personaggio di Eddie Cronin nel serial televisivo Dallas, e qualche anno dopo è Eddie McMasters nel telefilm Mancuso, F.B.I.. Nel 1989 recita nel film horror Amityville Horror - La fuga del diavolo.
Negli anni seguenti si divide tra teatro, dove lavora a Broadway in varie produzioni tratte da opere di William Shakespeare, Molière e Henrik Ibsen, televisione, dove appare che guest star in molte serie televisive, e cinema, recitando in film come Con Air (1997), Men in Black (1997) e in molti altri film considerati di cassetta. Nel 2004 acquista una discreta popolarità grazie al ruolo ricorrente dello sceriffo Edward Mars in Lost; in seguito è il demone Azazel - principale antagonista delle prime due stagioni - in Supernatural ed è guest star per molte serie televisive, tra cui Eli Stone, Lie to Me e The Mentalist.

## Vita privata
Dal 1979 al 2001 Lehne è stato sposato con Shirley Naples, dalla quale ha avuto due figli; dal 2001 è sposato con Ginger Lehne.

## Filmografia parziale

### Cinema
- Gente comune (Ordinary People), regia di Robert Redford (1981)
- Casa Butterfield (The Children Nobody Wanted), regia di Richard Michaels (1981)
- Incubo d'amore (Dream Lover), regia di Nicholas Kazan (1993)
- Con Air, regia di Simon West (1997)
- Men in Black, regia di Barry Sonnenfeld (1997)
- Trappola negli abissi (Submerged), regia di Fred Olen Ray (2000)
- Zero Dark Thirty, regia di Kathryn Bigelow (2012)
- Tallulah, regia di Sian Heder (2016)
- The Greatest Showman, regia di Michael Gracey (2017)
- Il capitale umano - Human Capital (Human Capital), regia di Marc Meyers (2019)
- Gli occhi di Tammy Faye (The Eyes of Tammy Faye), regia di Michael Showalter (2021)

### Televisione
- La famiglia Bradford (Eight Is Enough) – serie TV, un episodio (1978)
- The Seduction of Gina regia di Jerrold Freedman – film TV (1984)
- Dallas – serie TV, 19 episodi (1984-1985)
- Amityville Horror - La fuga del diavolo (Amityville: The Evil Escapes), regia di Sandor Stern – film TV (1989)
- Mancuso, F.B.I. – serie TV, 20 episodi (1989-1990)
- La signora in giallo (Murder, She Wrote) – serie TV, episodi 3x22-9x11 (1987-1993)
- X-Files (The X-Files) – serie TV, 2 episodi (1998-1999)
- CSI - Scena del crimine (CSI: Crime Scene Investigation) – serie TV, episodio 2x01 (2001)
- Firefly – serie TV, 1 episodio (2003)
- Cold Case - Delitti irrisolti - serie TV, episodio 1x10 (2003)
- Bones - serie TV, episodio 1x18 (2006)
- Ghost Whisperer - Presenze (Ghost Whisperer) – serie TV, 2 episodi (2006-2007)
- Lost – serie TV, 9 episodi (2004-2010)
- Supernatural – serie TV, 4 episodi (2006-2010)
- The Closer – serie TV, 2 episodi (2007)
- Criminal Minds – serie TV, episodi 3x12-12x21 (2008-2017)
- Law & Order - Unità vittime speciali (Law & Order: Special Victims Unit) – serie TV, episodi 10x15-14x22 (2009-2013)
- The Mentalist – serie TV, episodio 1x20 (2009)
- Castle – serie TV, episodio 4x06 (2011)
- American Horror Story – serie TV, 7 episodi (2012)
- Homeland - Caccia alla spia (Homeland) – serie TV, episodi 7x03-7x07 (2018)
- Westworld - Dove tutto è concesso (Westworld) – serie TV, episodi 2x03-4x01 (2018-2022)
- Yellowstone – serie TV, episodi 1x02-1x06-1x07 (2018)
- Dr. Death – miniserie TV, 8 puntate (2021)
- Dexter: New Blood – miniserie TV (2021)
- Evil – serie TV, episodio 2x06 (2021)

## Doppiatori italiani
Nelle versioni in italiano delle opere in cui ha recitato, Fredric Lehne è stato doppiato da:
- Angelo Maggi in Mancuso, F.B.I., Zero Dark Thirty, The Greatest Showman
- Sergio Lucchetti in Malcolm, Criminal Minds (ep. 12x21), FBI: International
- Francesco Prando in Yellowstone, Dexter: New Blood, Partner Track
- Massimo Giuliani in Gente comune, Night Stalker
- Fabrizio Temperini in X-Files, NCIS - Unità anticrimine
- Mino Caprio in CSI - Scena del crimine (ep. 9x16), Blue Bloods
- Enrico Di Troia ne Il cavaliere oscuro - Il ritorno, Tallulah
- Mauro Gravina in La famiglia Bradford
- Massimiliano Manfredi in Incubo d'amore
- Alberto Caneva ne La signora in giallo (ep. 3x22)
- Roberto Draghetti in Con Air
- Riccardo Rossi in Men in Black
- Sandro Acerbo in CSI - Scena del crimine (ep. 2x01)
- Sergio Di Giulio in Cold Case - Delitti irrisolti
- Alberto Angrisano in Lost
- Giorgio Locuratolo in Bones
- Oreste Rizzini in Ghost Whisperer - Presenze (ep. 2x19)
- Fabrizio Pucci in The Closer
- Paolo Marchese in Criminal Minds (ep. 3x12)
- Gino La Monica in Law & Order - Unità vittime speciali (ep. 10x15)
- Vladimiro Conti in Law & Order - Unità vittime speciali (ep. 14x22)
- Saverio Indrio in The Mentalist
- Massimo Lodolo in Firefly
- Massimiliano Virgilii in CSI: NY
- Edoardo Nordio in Supernatural
- Bruno Conti in Lie To Me
- Eugenio Marinelli in Castle
- Federico Danti in Feed The Beast
- Gerolamo Alchieri in Bull
- Mario Cordova in Quantico
- Roberto Chevalier in The Blacklist
- Paolo Buglioni in Westworld - Dove tutto è concesso
- Pasquale Anselmo in Dr. Death
- Antonio Sanna in Gli occhi di Tammy Faye
- Pierluigi Astore in Elsbeth
- Michele Gammino in Zero Day